# Candlebox
Candlebox ist eine US-amerikanische Rockband aus Seattle, Washington. Sie wurde im November 1991 von Sänger Kevin Martin und Schlagzeuger Scott Mercado zunächst unter dem Namen Uncle Duke gegründet. Später kamen Gitarrist Peter Klett und Bassist Bardi Martin hinzu, und der Bandname wurde in Candlebox geändert, inspiriert durch einen Song der Band Midnight Oil. Candlebox tourten mit Bands wie Living Colour, Flaming Lips, Our Lady Peace, Rush, Rollins Band und Metallica. Sie waren beim Woodstock-Festival 1994 dabei und traten mehrmals in der David Letterman Show auf.

## Geschichte
1993 bekamen Candlebox von Maverick Records einen Plattenvertrag angeboten. Das selbstbetitelte Debütalbum wurde im gleichen Jahr veröffentlicht, als erste Single kam Change auf den Markt. Eine Platzierung in den nordamerikanischen Charts wurde jedoch erst mit der zweiten Single You (US Platz 78) erreicht. Der große Durchbruch folgte mit der bislang erfolgreichsten Single Far Behind (US Platz 18). Das Album Candlebox wurde über drei Millionen Mal verkauft, außerdem wurde es in den USA viermal mit Platin ausgezeichnet.
Im Herbst 1995 folgte das wesentlich härtere zweite Werk Lucy, das mit Gold ausgezeichnet wurde und knapp die Top Ten verpasste. 1997 verließ der Schlagzeuger Scott Mercado die Band und wurde durch den früheren Pearl-Jam-Schlagzeuger Dave Krusen ersetzt.
Das dritte Album Happy Pills wurde 1998 veröffentlicht und knüpfte vom Stil her eher an das Debütalbum an. Die Platte verkaufte sich vergleichsweise schlecht und schaffte es nicht in die Charts. Auch die ausgekoppelten Singles It’s Alright und 10,000 Horses wurden nicht sehr häufig im Radio gespielt. Bardi Martin verabschiedete sich 1999 ebenso wie Dave Krusen aus der Band, sie wurden durch Shannon Larkin (Ugly Kid Joe, Godsmack) und Rob Redick ersetzt.
Nachdem es auch noch mit der Plattenfirma Unstimmigkeiten gab, löste sich die Band im Jahre 1999 auf. Die Bandmitglieder widmeten sich in der Zwischenzeit ihren Soloprojekten, unter anderem gründete Sänger Kevin Martin die Hiwatts und Gitarrist Peter Klett die Band redlightmusic.
Sieben Jahre später, mit der Veröffentlichung von The Best of Candlebox (Rhino/WEA), vereinigten sich die vier Gründungsmitglieder zu einer Tour durch knapp 70 amerikanische Städte. 2007 folgte im Sommer eine weitere Tour durch die USA. Inzwischen hat Adam Kury den Platz von Bardi Martin am Bass übernommen. Im November 2007 wurden Candlebox bei der Silent Majority Group unter Vertrag genommen, ein Jahr später kam das Album Into the Sun auf den Markt. Im September ist zudem die DVD Alive in Seattle erschienen.
Während einer Auszeit gründete Kevin Martin zusammen mit Sean Hennesy sowie den Live-Musikern Chad Taylor, Chad Gracey und Patrick Dahlheimer die Band The Gracious Few. Das von Jerry Harrison produzierte und nach der Band benannte Album wurde im Jahre 2009 veröffentlicht.
Am 3. April 2012 veröffentlichten Candlebox das fünfte Studioalbum Love Stories and other Musings. 2015 verkündeten Peter Klett und Scott Mercado, sich aufgrund des Erfolges ihres Soloprojekts Lotus Crush eine Auszeit aus der Band zu nehmen. Sie wurden von Brian Quinn (Fosterchild) und Dave Krusen ersetzt.

## Diskografie

### Studioalben
| Jahr | Titel Musiklabel                        | Höchstplatzierung, Gesamtwochen, AuszeichnungChartsChartplatzierungen (Jahr, Titel, Musiklabel, Platzierungen, Wochen, Auszeichnungen, Anmerkungen) | Anmerkungen                                               |
| Jahr | Titel Musiklabel                        | US | Anmerkungen                                               |
| ---- | --------------------------------------- | --- | --------------------------------------------------------- |
| 1993 | Candlebox Maverick Records              | US7 ×4Vierfachplatin · (104 Wo.)US | Erstveröffentlichung: 20. Juli 1993 Verkäufe: + 4.050.000 |
| 1995 | Lucy Maverick Records                   | US11 Gold · (17 Wo.)US | Erstveröffentlichung: 3. Oktober 1995 Verkäufe: + 500.000 |
| 1998 | Happy Pills Maverick Records            | US65 (9 Wo.)US | Erstveröffentlichung: 21. Juli 1998                       |
| 2008 | Into the Sun Silent Majority Group      | US32 (3 Wo.)US | Erstveröffentlichung: 22. Juli 2008                       |
| 2012 | Love Stories & Other Musings Audionest  | US82 (1 Wo.)US | Erstveröffentlichung: 3. April 2012                       |
| 2016 | Disappearing in Airports Pavement Music | US112 (1 Wo.)US | Erstveröffentlichung: 22. April 2016                      |
| 2021 | Wolves Pavement Music                   | — | Erstveröffentlichung: 17. September 2021                  |
| 2023 | The Long Goodbye Pavement Music         | — | Erstveröffentlichung: 25. August 2023                     |

### Livealben
- 2008: Alive in Seattle

### Kompilationen
- 2006: The Best of

### Singles
| Jahr | Titel Album          | Höchstplatzierung, Gesamtwochen, AuszeichnungChartplatzierungen (Jahr, Titel, Album, Platzierungen, Wochen, Auszeichnungen, Anmerkungen) | Höchstplatzierung, Gesamtwochen, AuszeichnungChartplatzierungen (Jahr, Titel, Album, Platzierungen, Wochen, Auszeichnungen, Anmerkungen) | Anmerkungen                             |
| Jahr | Titel Album          | UK | US | Anmerkungen                             |
| ---- | -------------------- | --- | --- | --------------------------------------- |
| 1993 | You Candlebox        | — | US78 (18 Wo.)US | Erstveröffentlichung: 30. November 1993 |
| 1994 | Far Behind Candlebox | UK93 (2 Wo.)UK | US18 (23 Wo.)US | Erstveröffentlichung: 25. Januar 1994   |